# Comté de La Plata
Pour les articles homonymes, voir La Plata (homonymie) et Plata.
Le comté de La Plata est un comté du Colorado. Le chef-lieu du comté est situé à Durango. Les autres municipalités du comté sont Bayfield et Ignacio.
Créé en 1874, le comté est nommé en référence à l'argent (plata) découvert dans la région par les Espagnols au XVIIIe siècle.

## Démographie
| 1880  | 1890  | 1900  | 1910   | 1920   | 1930   |
| ----- | ----- | ----- | ------ | ------ | ------ |
| 1 110 | 5 509 | 7 016 | 10 812 | 11 218 | 12 975 |

| 1940   | 1950   | 1960   | 1970   | 1980   | 1990   |
| ------ | ------ | ------ | ------ | ------ | ------ |
| 15 494 | 14 880 | 19 225 | 19 199 | 27 424 | 32 284 |

| 2000   | 2010   | - | - | - | - |
| ------ | ------ | - | - | - | - |
| 43 941 | 51 334 | - | - | - | - |

## Galerie

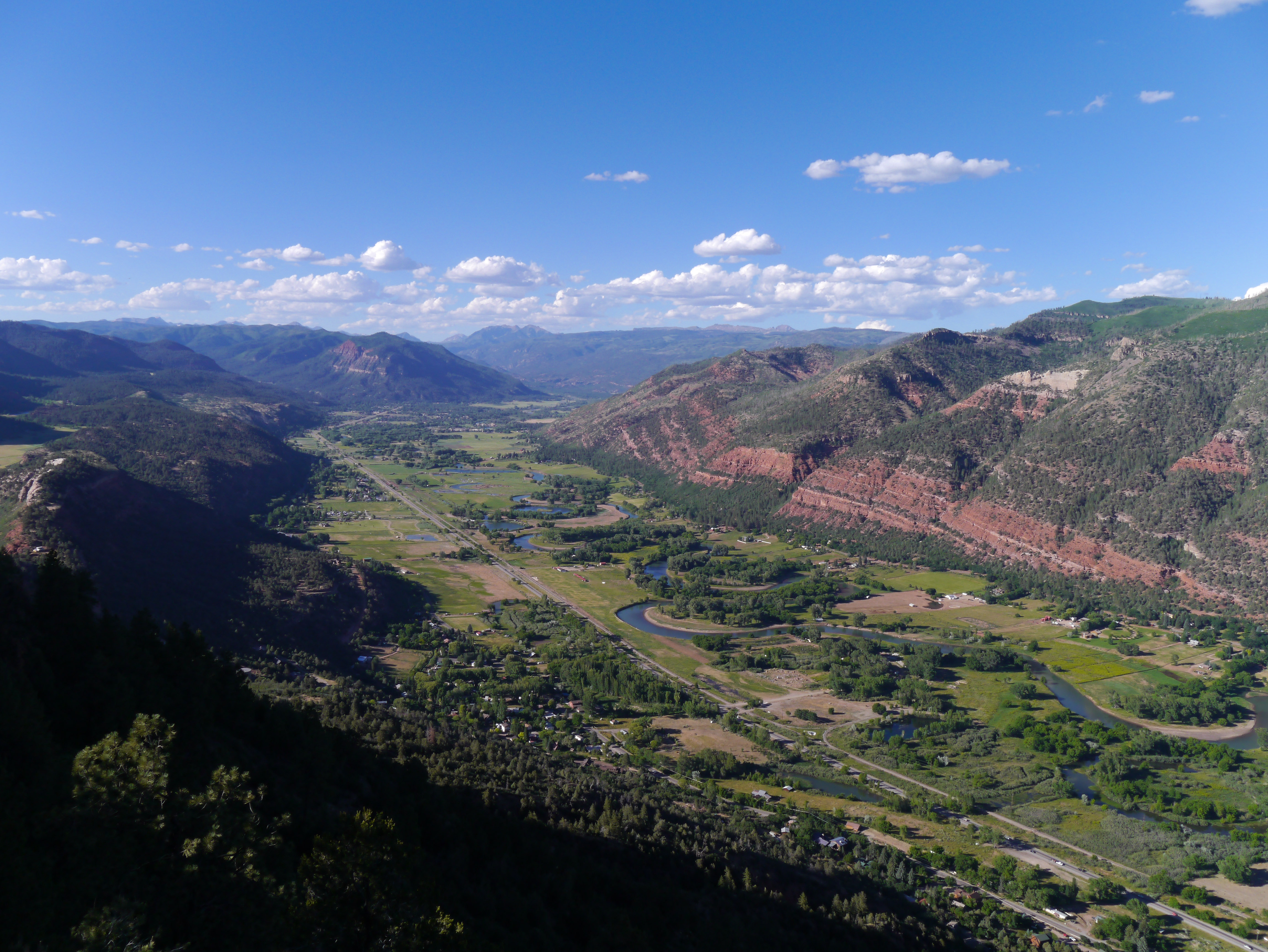
Durango.
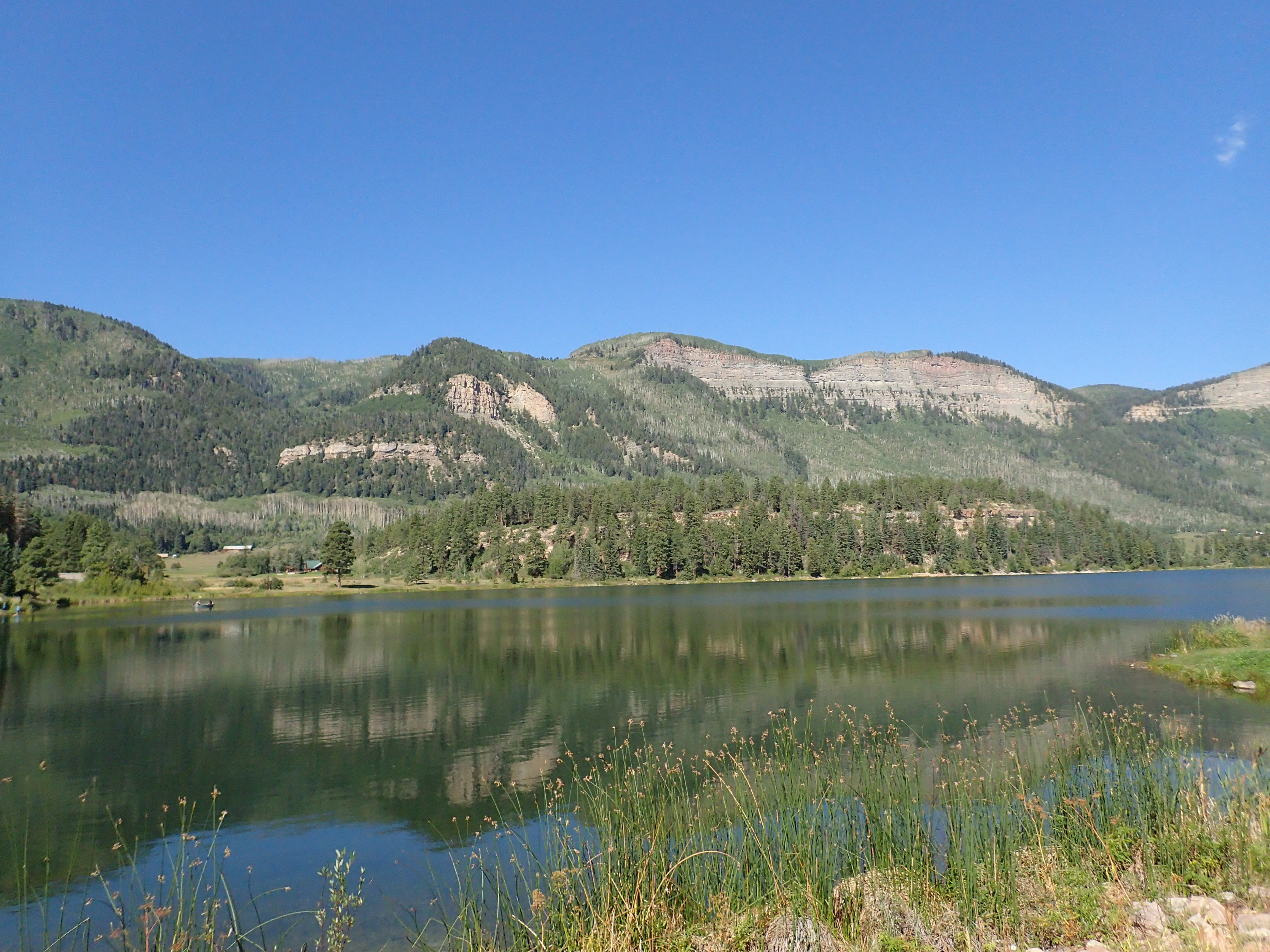
Le lac Haviland.
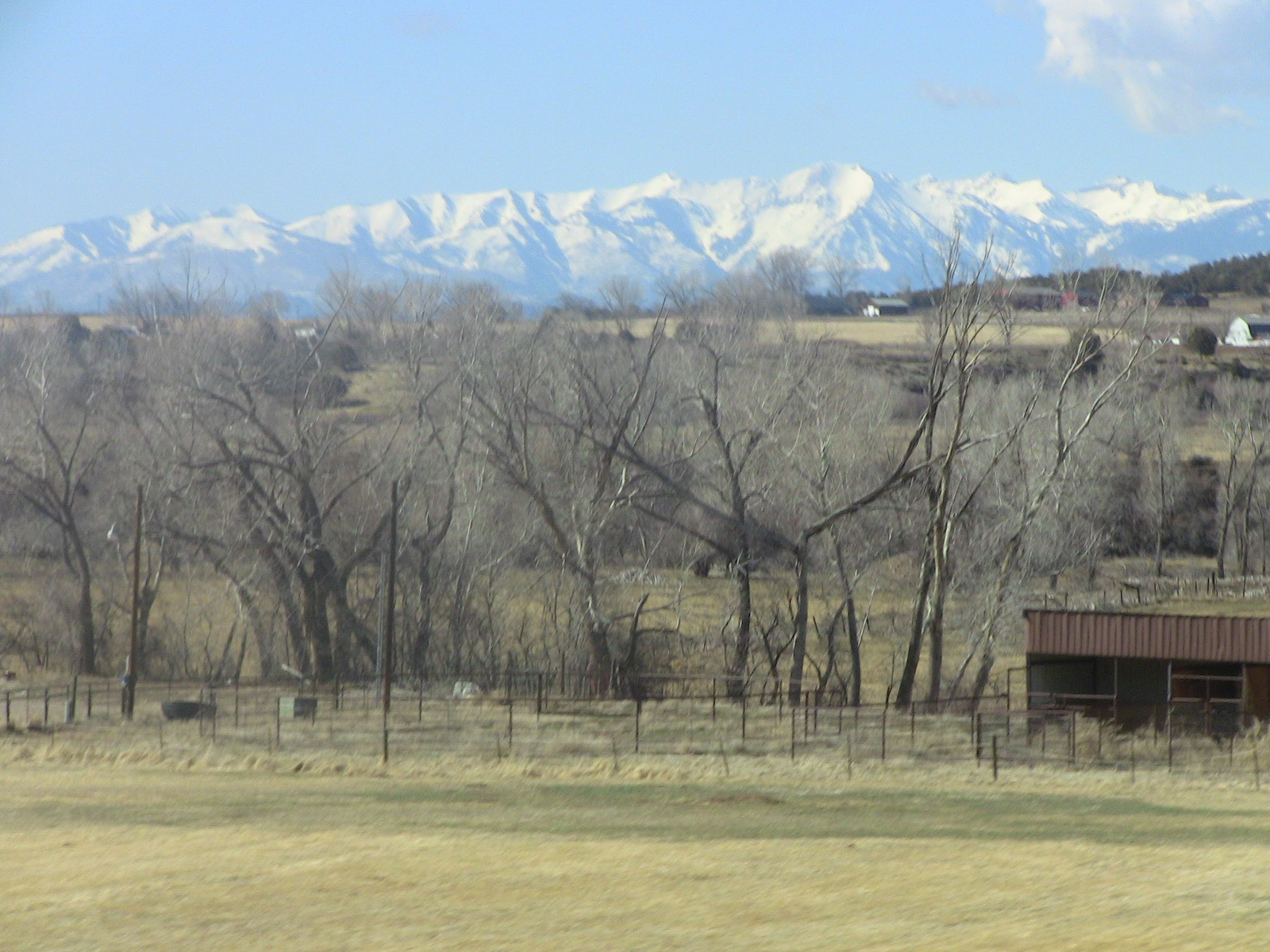
Ranches au sud de Bayfield.
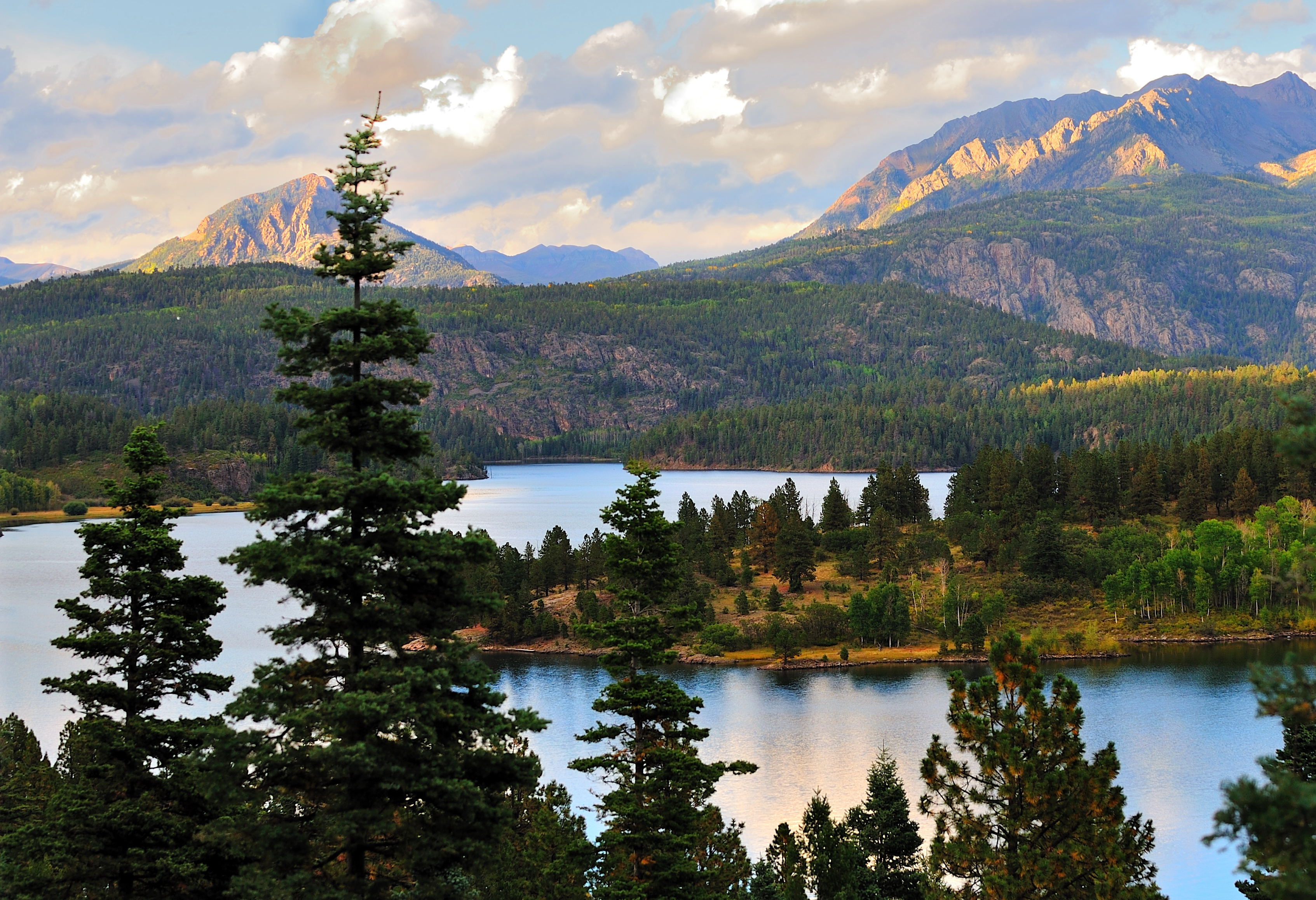
Le lac Electra.
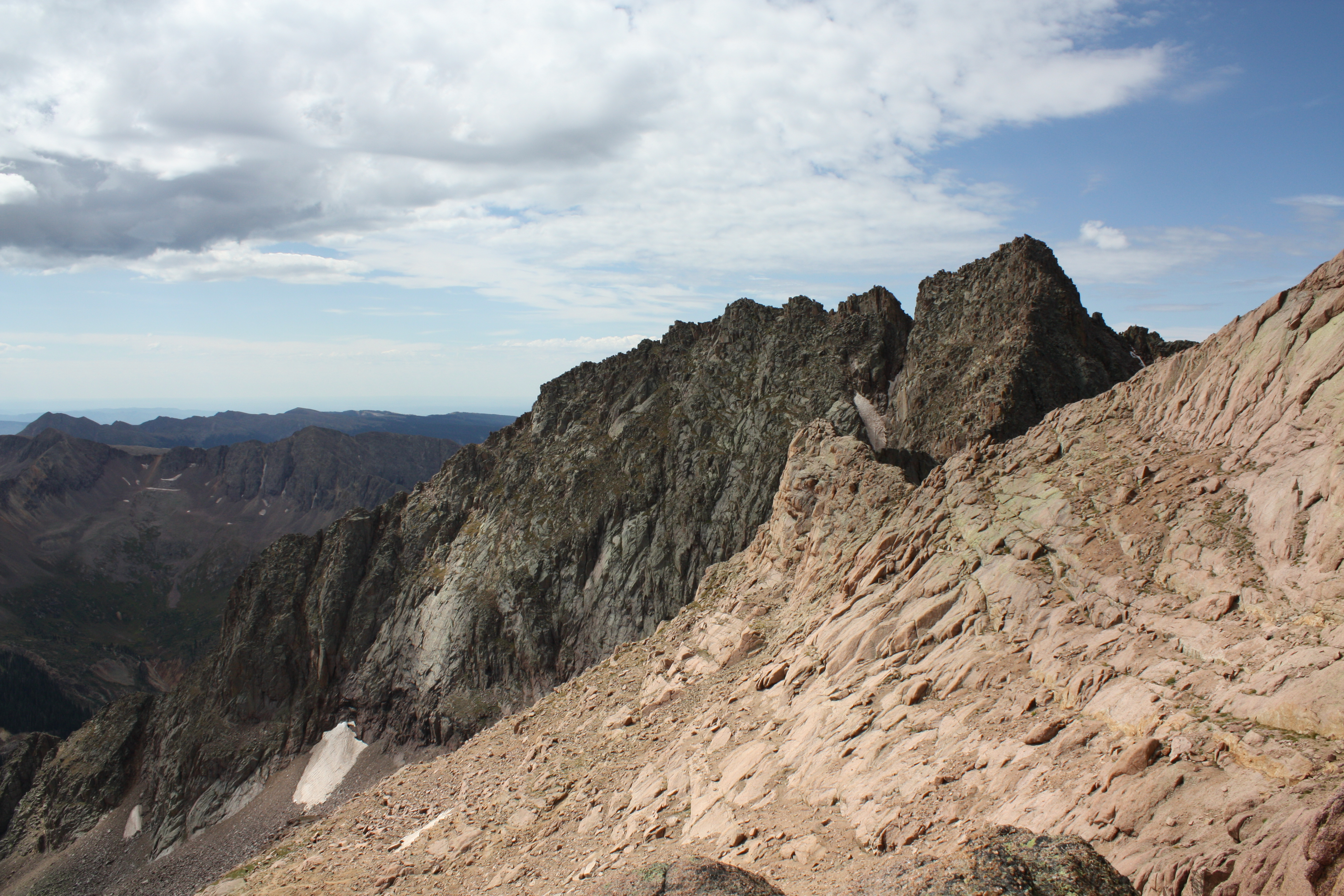
Le sommet du mont Eolus vu depuis son arête nord.
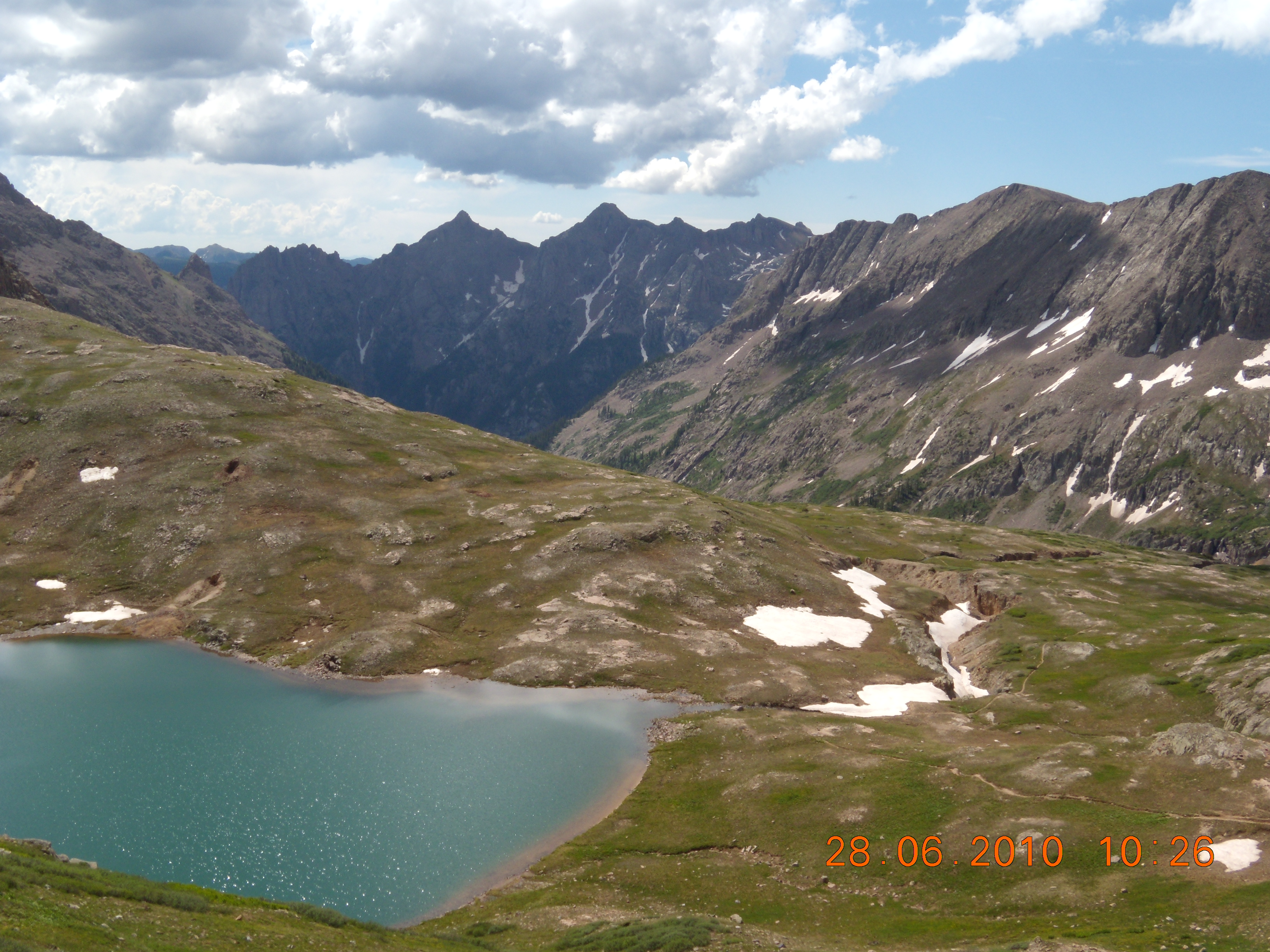
Le lac Columbine.